# Ku Kaeo (huyện)
Ku Kaeo (tiếng Thái: กู่แก้ว) là một huyện (amphoe) ở miền trung của tỉnh Udon Thani, đông bắc Thái Lan.

## Địa lý
Các huyện giáp ranh (từ phía bắc theo chiều kim đồng hồ) là: Nong Han, Chai Wan, Si That, Kumphawapi và Prachaksinlapakhom.

## Lịch sử
Tiểu huyện (king amphoe) được thành lập ngày 30 tháng 4 năm 1994 từ khu vực được tách từ Nong Han.
Theo quyết định của chính phủ Thái Lan vào ngày 15 tháng 5 năm 2007, tất cả 81 tiểu huyện đều được nâng lên thành huyện. Với việc đăng công báo ngày 24 tháng 8, việc nâng cấp này thành chính thức .

## Hành chính
Huyện này được chia thành 4 phó huyện (tambon), các đơn vị này lại được chia ra thành 37 làng (muban). Không có khu vực đô thị, có 4 Tổ chức hành chính tambon.
| STT. | Tên          | Tên Thái   | Số làng | Dân số |  |
| ---- | ------------ | ---------- | ------- | ------ |  |
| 1.   | Ban Chit     | บ้านจีต      | 8       | 5.581  |  |
| 2.   | Non Thong In | โนนทองอินทร์ | 8       | 4.489  |  |
| 3.   | Kho Yai      | ค้อใหญ่      | 6       | 3.634  |  |
| 4.   | Khon Sai     | คอนสาย     | 15      | 8.258  |  |